# 羽野だい豆
羽野 大志郎（はの だいしろう、1976年7月25日 - ）は、日本の俳優、声優。舞台の脚本や演出も行う。株式会社センテナリア所属。ごっタメ！主宰。福岡県出身。以前は同人舎プロダクション、オフィス・ティービーに所属していた。旧芸名・羽野 だい豆（はの だいず）。脚本・演出の際は、本名を使用。2023年1月12日事務所移籍と同時に芸名から本名に戻した。

## 人物
趣味は歌、絵、写真、ダンス（タップ・ジャズ・地歌舞）、特技は朗読、方言（博多弁、関西弁）、少林寺拳法。

## 経歴
2001年よりサラリーマンを退社し、声優・三田ゆう子主宰の朗読ボランティアグループに参加する。
舞台役者として、小中劇場や新国立オペラ劇場などに多数出演し、2010年には、紀伊國屋ホールにて、舞台「アストライアの天秤」（上演当時月刊アフタヌーン連載中の漫画）の主演に大抜擢される
。
演出家・菅野臣太朗を師事し、役者、演出助手として菅野演出の舞台に多数参加しながら、2004年より自身でも企画・演出を始める。
当初、井の頭恩賜公園などで「大道演劇集団ごっタメ!」と銘打って野外でゲリラ的に行い、1年足らずで民放の某有名深夜番組から出演オファーをもらうも、解散。現在ではメンバーを新たに、企画集団Gotta!として渋谷・伝承ホールで公演を行うまでに成長。。現在は、ごっタメ！に改名し活動している。
演出・脚本家として、自身が主宰するごっタメ！の作品はもちろんのこと、タレントプロダクション、市主催の公演などでも脚本、演出を務めている。現在は、声優として洋画、海外ドラマの吹き替えを中心に、アニメなどでも活躍している。
2023年1月11日、有限会社オフィスティービーを退所、1月12日より「株式会社センテナリア」に移籍、芸名も本名の「羽野大志郎」に変更となった。

## 出演
太字はメインキャラクター。

### テレビアニメ
2014年
- のうりん（生徒）
- 宇宙兄弟（医師、スタッフ）
- 黒執事（2014年 - 2025年、クラウス、変態貴族） - 2シリーズ

2015年
- Classroom☆Crisis（パイロット、護衛）
- トライブクルクル（八百屋、アナウンス）

2017年
- 銀魂.（神父）

2020年
- ドロヘドロ（針師）

### 劇場アニメ
- 宇宙兄弟＃0（2015年、鯉口）

### ゲーム
- レゴ スター・ウォーズ：スカイウォーカー・サーガ（2022年）

### 吹き替え

#### 映画
- アイ・ソー・ザ・ライト（フレッド・ローズ〈ブラッドリー・ウィットフォード〉）
- ブラッド・アウト（ジーザス、スティックス）
- 7デイズ（ティコ、ルイズ）
- ゼウスのハロウィン おばけ屋敷で大騒動
- パニックゾーン 制御不能（ロベルト、モス）
- ポンペイ2014（警官）
- コン・ティキ（協会員、ブスタマンテ）
- パトロール（タフ）
- ファイナル・デイ（TVキャスター、ミッキー）
- ハッピー・デス・デイ
- バトル・オブ・バミューダトライアングル（議長）
- 人生はマラソンだ!（ハーマン、ホセイン）
- あと1センチの恋（フィル）
- クリード（レフェリー、エルビス）
- マイ・オウン・マン（エドワード、マイケル、クレイグ）
- ビッグ・ゲーム（デクスター）
- 悪党に粛清を（ジョー、デルガド、ブラッドリー）
- バッド・ブロマンス（ランディ）
- ビフォア・アイ・フォール
- プロメテウス（言語学の講師[12]）※ザ・シネマ版
- ローガン・ラッキー（マックス・チルブレイン〈セス・マクファーレン〉）
- ダウントン・アビー/新たなる時代へ（モンミライユ侯爵〈ジョナタン・ザッカイ〉[13]）

#### ドラマ
- ドクターハウス
  - シーズン5 #18（ニール）
  - シーズン7 #2（モーリス、アーネスト）
  - シーズン8 #7（ケラハー、ディクソン）
- WITHOUT A TRACE/FBI 失踪者を追え! シーズン7 #3（オーウェンズ、パトリック）
- DEXTER シーズン7 #9(カフリー)
- DAMAGES シーズン5 #7(黒人兵士)
- ヤング・スーパーマン ファイナルシーズン #14
- LAW&ORDER:UK シーズン1 #14（アンディ）
- LAW&ORDER:陪審評決 #1（ラシャー）
- ラストリゾート（ジュリアン、キャメロン）
- CSI:14 科学捜査班 #19（ドーラン）
- CSI:15 科学捜査班
- ヴァイキング〜海の覇者たち〜（レイフ）
- ジェシカ・ジョーンズ #102（クラタ）、#106（リン）
- アクエリアス シーズン1（ブルース、ジョー、ジミー、エリオット）
- ブラックリスト #16, #18
- マスター・オブ・ノーン #108（ダンバーズ、リック）
- ザ・ゴールドバーグス シーズン7 #7（レイナルド）
- プレイヤー #105（マイク）
- スキャンダル4 託された秘密 #17（バーテンダー）
- ダウントン・アビー5 華麗なる英国貴族の館
- ダウントン・アビー6 華麗なる英国貴族の館
- オクニョ 運命の女
- レモニー・スニケットの世にも不幸なできごと
- アイアン・フィスト
- ベター・コール・ソウル
- HEROES REBORN/ヒーローズ・リボーン

#### アニメ
- 笑撃のナムチャックス!（ビューフォード）

### 舞台
- 『神鷲は死なない』(オフィスワンダーランド／東京芸術劇場小ホール2）
- 『漂鳥の儚』(オフィスワンダーランド／中野劇場 MOMO）
- 『OKINAWA1947』(オフィスワンダーランド／紀伊国屋ホール）
- 『アストライアの天秤』(オフィスワンダーランド／紀伊国屋ホール公演）主演
- 『オペラ ラ・ボエーム』（新国立劇場オペラ）
- 『歌芝居をぐり』（京楽座／シアターΧ）
- 『GO NOW』（西川たけしプロデュース／中野ウエストエンド）
- 『ラン・フォー・ユア・ワイフ』『響刻』（ナッツプロダクション／萬劇場）主演
- 『夏のバッキャロー!』（劇薬混入団すくらっち／シアターブラッツ）主演
- 『ホワイト＊ソング』（ROCK MUSICAL PROJECT／笹塚ファクトリー）
- 『80日間世界一周』（おのまさしあたー／慶応義塾大学日吉キャンパス来往舎）
- 『酔いどれ船』（おのまさしあたー／コレドシアター）
- 『星空に吠えろトランペット』（劇団エンゼル／学校公演）主演
- 『ごんぎつね』（劇団エンゼル／学校公演）主演
- ひだまりの樹・朗読会 第3回〜第10回
- ミニクレ＋朗読会「夢十夜」

### シリーズ一覧
1. ↑  第3期『Book of Circus』（2014年）、第5期『緑の魔女編-』（2025年）